# Juan Manuel Fernández Pacheco

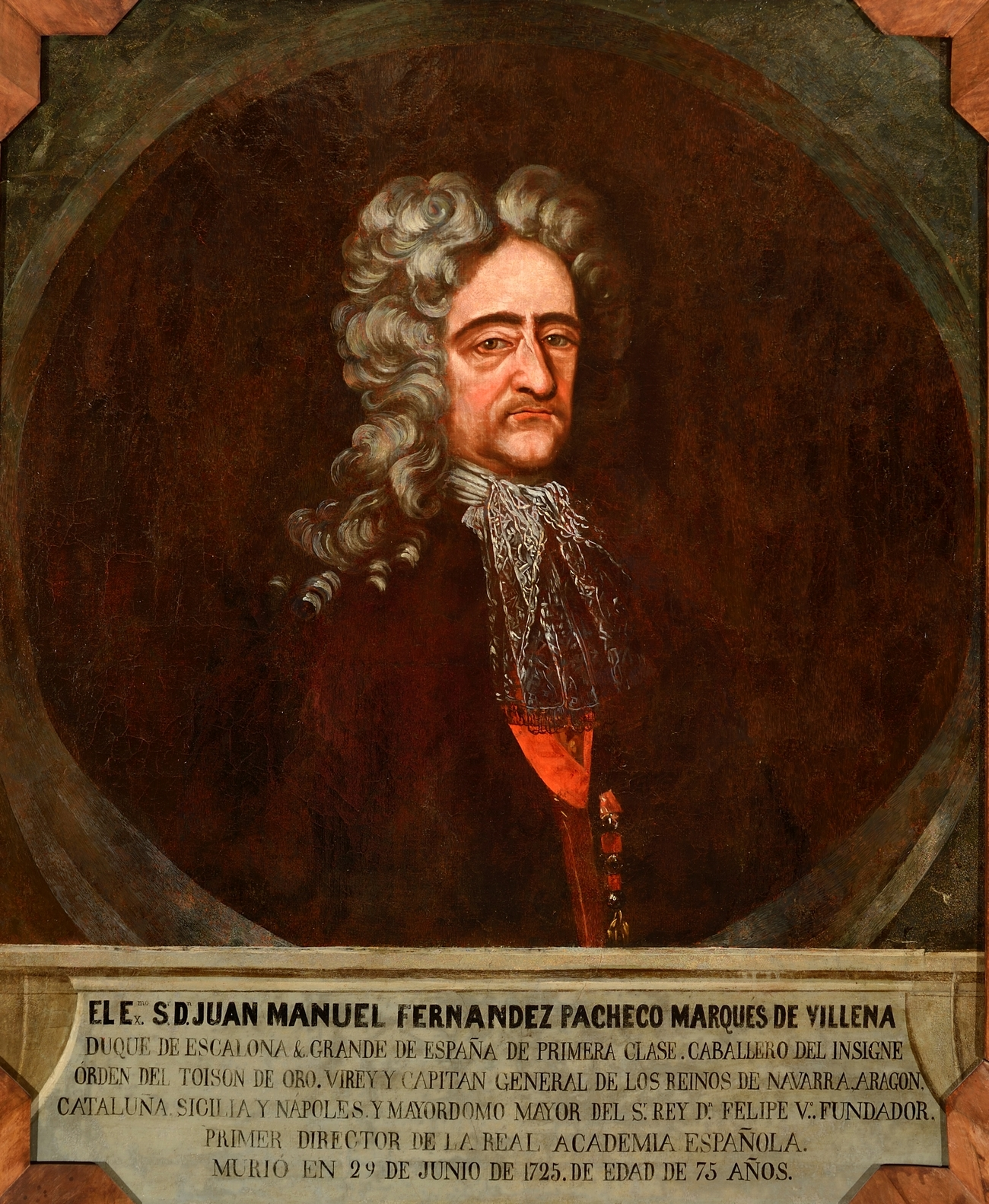
Juan Manuel Fernández Pacheco, Marqués von Villena

Juan Manuel Fernández Pacheco y Zúñiga (* 7. September 1650 in Marcilla, Navarra; † 29. Juni 1725 in Madrid) war Grande de España, Marqués von Villena und Herzog von Escalona. Er war Gründungsdirektor der Real Academia Española, bis heute die maßgebliche Institution für die Pflege der spanischen Sprache.

## Leben
Juan Manuel Fernández Pacheco war der achte Marqués von Villena, einer Familie mit Wurzeln im portugiesischen Adel, die sich in Kastilien niedergelassen hatte. Seitdem hatte die Familie in allen Generationen wichtige Ämter am Hof und in der Politik ausgefüllt. Juan Manuel wurde in einem Dorf geboren, als sein Vater Diego López de Pacheco Cabrera y Bobadilla gerade nach Pamplona unterwegs war, um dort das Amt des Vizekönigs von Navarra zu übernehmen. 1651 starb die Mutter Juana María Francisca de Zuñiga und im folgenden Jahr der Vater, sodass das Kind von seinem Onkel Juan Francisco Pacheco, dem Bischof von Cuenca, aufgezogen wurde. Bei ihm erhielt er eine reiche Bildung, zu der die Kenntnis der klassischen Sprachen, Italienisch und Französisch gehörte. 
Der Marqués von Villena nahm am Großen Türkenkrieg unter Leopold I. in Ungarn teil, aus dem er verwundet zurückkehrte. Karl II. verlieh ihm 1687 für seine Leistung den Orden vom Goldenen Vlies. 1689 wurde er zum Botschafter in Rom ernannt und 1691 zum Vizekönig von Navarra. Im folgenden Jahr wurde er Vizekönig von Aragonien, 1693 von Katalonien. Ein Unfall in einem Feldzug gegen die Franzosen führte 1694 zu seinem Rückzug ins Privatleben. Nach dem Tod von Karl II. 1700 leistete er Spanien wichtige Dienste im Ausland: Er wurde 1701 Vizekönig von Sizilien und Neapel, wo er sechs Jahre lang blieb. Dort geriet er während des Spanischen Erbfolgekriegs 1707 in österreichische Gefangenschaft. Die Behandlung muss grausam gewesen sein, denn er kehrte mit krummen Beinen zurück und war für den Rest des Lebens gezwungen, an Krücken zu gehen. Nach der Schlacht bei Brihuega wurde er 1711 ausgetauscht. 1713 wurde er zum Hausmeier (Mayordomo mayor) am Hofe Philipps V. ernannt und gleichzeitig von allen Verpflichtungen befreit.

## Gründung derReal Academia Española
Der Marqués von Villena galt als einer der gebildetsten Spanier seiner Zeit, stark beeinflusst durch die französische Lebensart. Er unterhielt eine große Bibliothek, in die auch die Bibliothek seines Onkels, des Bischofs von Cuenca, eingegangen war. In seinem Haus traf sich ein Freundeskreis, zu dem Bibliothekare des Königs, Prüfer der Inquisition, ein Hebräisch-Professor von der Universität von Salamanca und ein Grammatiker gehörten. Hier entstand die Idee, nach italienischem und französischem Vorbild ein Wörterbuch des Spanischen herauszugeben. Zu diesem Zweck beschlossen sie am 3. August 1713, eine Akademie zu gründen. Tatsächlich waren die Pläne des Marqués von Villena noch weit darüber hinausgegangen: Eigentlich hatte er eine „Allgemeine Akademie der Wissenschaften und Künste“ (Academia general de Ciencias y Artes) beabsichtigt.
Noch in derselben Sitzung wurde der Marqués von Villena zum Direktor gewählt. Am 3. Oktober 1714 gewährte ihnen der König seinen Schutz, sodass sich die Institution seitdem Real Academia Española („Königliche Spanische Akademie“) nennen durfte. 1715 wurden die Statuten publiziert, ein Siegel, das einen Schmelztiegel im Feuer zeigt, und das Motto Limpia, fija y da esplendor („reinigt, legt fest und verleiht Glanz“) bestimmt. Im September waren alle 24 Sitze – mit Ausnahme eines zwischenzeitlich verstorbenen Mitglieds – besetzt und die Akademie arbeitsbereit. 
Obwohl die Akademiker schnell vorankamen, erlebte der Marqués von Villena die Veröffentlichung des Wörterbuchs Diccionario de la lengua castellana („Kastilisch“ bedeutet in diesem Kontext so viel wie „Spanisch“) nicht mehr. Der erste Band erschien 1726, ein Jahr nach seinem Tod; das Werk ist besser unter dem Namen Diccionario de Autoridades bekannt. Aus ihm entstand als Kurzfassung der Diccionario de la lengua española, der seitdem das maßgebliche Wörterbuch der spanischen Sprache darstellt. Das Direktorenamt der Königlichen Akademie blieb in der Familie bis 1751 der Neffe des Gründers, Juan López Pacheco, starb.

## Einzelbelege
1. ↑  Taufmatrikel der Gemeinde Marcilla, Seite 101, "En la Villa de Marcilla en ocho días del mes de setiembre de mil y seiscientos y cincuenta años = Yo el Lido. Domingo ferriz Moreno Vicario de la Villa de Peralta, Bautice en caso de necesidad a un niño a quien se puso por nombre Juan Manuel María del Aurora Hijo legítimo de los Excmos señores Don Diego López Pacheco, Sr Marques de Villena Duque de Escalona, Conde de S. Esteban, Marques de Moya y de la Exsma Sra Dona Juana de Çuñiga, su legítima mujer; fue su Padrino, Dn Gaspar Piñero de Elio Sr de Elio y diputado de este Reyno de Navarra; y en veinte y nueve del mismo mes y año le puse los santos óleo y crisma haciendo las demás ceremonias que manda la Iglesia de licencia del Sr Obispo de Pamplona en la capilla del Palacio del Sr Marques de Falces siendo también padrino a esta solemnidad ...
2. ↑  Die Darstellung in diesem und dem nächsten Absatz folgt Alonso Zamora Vicente: La Real Academia Española. 1999, S. 23f. und 32f.
3. ↑  Zamora Vicente: La Real Academia Española. 1999, S. 32 f.
4. ↑  Zamora Vicente: La Real Academia Española. 1999, S. 25.
5. ↑  Zamora Vicente: La Real Academia Española. 1999, S. 26.
6. ↑  Pedro Álvarez de Miranda: Los diccionarios del español moderno (= Biblioteconomía y Administración Cultural. Bd. 236). Trea, Somonte-Cenero u. a. 2011, ISBN 978-84-9704-512-4, S. 18.
7. ↑  Zamora Vicente: La Real Academia Española. 1999, S. 28.
8. ↑  Zamora Vicente: La Real Academia Española. 1999, S. 26.
9. ↑  Zamora Vicente: La Real Academia Española. 1999, S. 50.

| Vorgänger                                | Amt                                                              | Nachfolger                                     |
| ---------------------------------------- | ---------------------------------------------------------------- | ---------------------------------------------- |
| Alejandro Bournonville                   | Vizekönig von Navarra 1691–1692                                  | Baltasar de Zúñiga y Guzmán                    |
| Antonio Ibáñez de la Riva Herrera        | Vizekönig von Aragón 1693                                        | Domingo Iudice                                 |
| Manuel Alonso Pérez de Guzmán y Pimentel | Vizekönig von Katalonien 1693–1694                               | Francisco de Agurto                            |
| Pedro Colón, Herzog von Veragua          | Vizekönig von Sizilien 1701–1702                                 | Francisco Judice, Kardinal (Interim)           |
| Luis Francisco de la Cerda               | Vizekönig von Neapel 1702–1707                                   | Georg Adam, Graf von Martinitz                 |
| —                                        | Direktor der Real Academia Española 3. August 1713–29. Juni 1725 | Mercurio López Pacheco, 9. Herzog von Escalona |

| Personendaten    | Personendaten                                                                   |
| ---------------- | ------------------------------------------------------------------------------- |
| NAME             | Fernández Pacheco, Juan Manuel                                                  |
| ALTERNATIVNAMEN  | Juan Manuel Fernández Pacheco y Zúñiga, Marqués de Villena (vollständiger Name) |
| KURZBESCHREIBUNG | Gründungsdirektor der Real Academia Española                                    |
| GEBURTSDATUM     | 7. September 1650                                                               |
| GEBURTSORT       | Marcilla, Navarra                                                               |
| STERBEDATUM      | 29. Juni 1725                                                                   |
| STERBEORT        | Madrid                                                                          |